# Joseph Maugard
Pour les articles homonymes, voir Maugard.
Joseph Maugard (né le 24 décembre 1913 et mort le 11 septembre 1995) est un Compagnon de la Libération.

## Biographie
Natif de Marseille. Avant son service militaire dans l'Infanterie alpine, Joseph Maugard a travaillé comme cultivateur. À la fin de sa carrière militaire, il devient ouvrier, à partir de 1960, à l'usine de Pierrelatte du Commissariat à l'énergie atomique (CEA).
Il est père de 2 filles et 1 garçon, et grand père d'un seul et unique petit-fils.

## Carrière militaire
En 1935, il effectue son Service militaire, au 99e régiment d'infanterie, comme éclaireur-skieur. En 1940, il rejoint les Forces françaises libres, en s'évadant du Liban, avec les 130 hommes de la compagnie du capitaine Folliot. Réunit en Égypte, ils prennent le nom de 1er Bataillon d'infanterie de marine. Le bataillon participe à la campagne de Libye, fin 1940 et début 1941. Il reçoit les honneurs militaires le 7 mars 1941.

## Distinctions
- Chevalier de la Légion d'honneur
- Compagnon de la Libération par décret du 07 Mars 1941
- Médaille militaire
- Croix de guerre 1939–1945 (2 citations)
- Médaille coloniale avec agrafes "Libye-Bir-Hakeim", "Tunisie
- Insigne des blessés militaires

### Reconnaissance
Sa commune de résidence, Montségur-sur-Lauzon, a nommé l'avenue principal du village en son honneur, 2 ans après son décès.

## À voir aussi